# Tomotaka Endō
Tomotaka Endō (* 28. Januar 1995 in Brisbane, Australien) ist ein japanischer Squashspieler.

## Karriere
Tomotaka Endō spielt seit 2018 auf der PSA World Tour und gewann auf dieser bislang zwei Titel. Er war der erste Japaner, der einen Titel auf der PSA World Tour gewinnen konnte. Seine höchste Platzierung in der Weltrangliste erreichte er mit Rang 81 im April 2020. Mit der japanischen Nationalmannschaft nahm er 2013 und 2024 an der Weltmeisterschaft teil. Außerdem stand er im japanischen Kader bei den Asienspielen. 2024 wurde er japanischer Meister.
Er studierte an der University of Rochester, für die er auch im College Squash aktiv war.

## Erfolge
- Gewonnene PSA-Titel: 2
- Japanischer Meister: 2024